# Volosovo (Oblast' di Leningrado)
Volosovo, in russo Волосово?, è una città della Russia situata nell'Oblast' di Leningrado, fondata nel 1870 sul percorso della linea ferroviaria San Pietroburgo - Tallinn, diventando prima un villaggio di dace e poi espandendosi, in particolare dopo l'occupazione subita durante la Seconda guerra mondiale, fino a ricevere lo status di città il 14 aprile 1999, attualmente capoluogo del Volosovskij rajon.